# Рангаку
Рангаку (яп. 蘭学, букв. «голландские науки») — свод европейских научных знаний, проникавших в Японию в период действия политики сакоку, преимущественно через голландскую торговую факторию на насыпном островке Дэдзима в гавани Нагасаки.

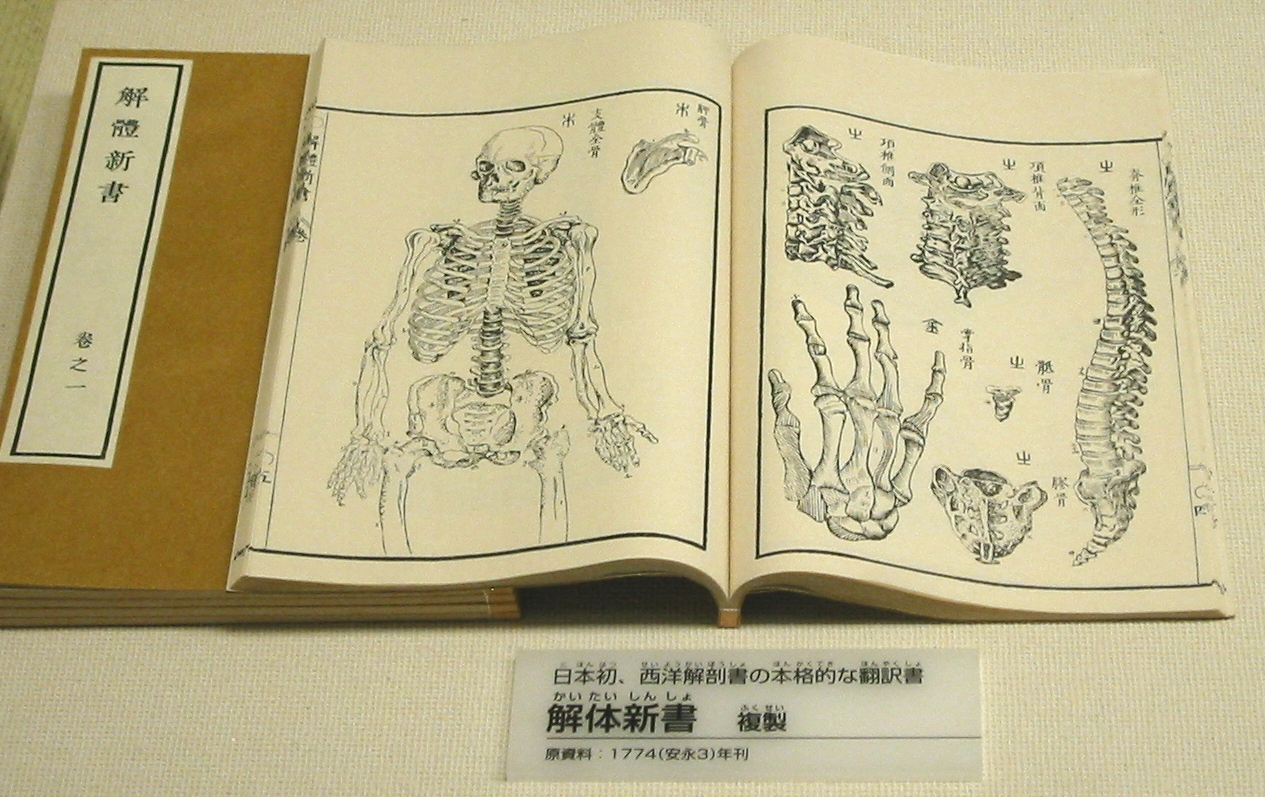
Кайтай синсё — японский перевод европейского анатомического трактата (1774)

До 1720 года распространение западных знаний в японском обществе считалось довольно опасным. Существовала монополия на перевод голландских книг, это дело было поручено замкнутому цеху переводчиков, которые на протяжении ряда поколений занимались переложением западных знаний на японский лад.
После 1720 года политика изоляции была несколько ослаблена, что привело к аккультурации западных научных знаний в японском обществе. Способствовала этому и почти поголовная грамотность японцев, особенно жителей городов.
В замкнутое японское государство стали поступать такие западные изобретения, как механические часы, микроскопы, телескопы и насосы, которые тщательно исследовались местными учёными. Пользовались спросом и безделушки вроде волшебных фонарей; со временем было налажено изготовление их японских аналогов. Наибольший интерес вызывали книги медицинского содержания, а также сведения об изучении возможностей электричества.
После 1803 года запреты на распространение рангаку были постепенно сняты; последние гонения на «специалистов по варварским наукам» были отменены в 1839 году. Образованные на западный манер японцы, как например акушерка Кусумото Инэ, получали всё большее признание.
Активное изучение и освоение рангаку позволило японцам подготовиться к открытию страны для европейцев и в сжатые сроки сократить своё инфраструктурно-технологическое отставание от Европы.